# Авиалиния Сент-Питерсберг—Тампа
Авиалиния Сент-Питерсберг—Тампа — первая в мире коммерческая пассажирская авиалиния, использовавшая самолёты. Была открыта в США в январе 1914 года.

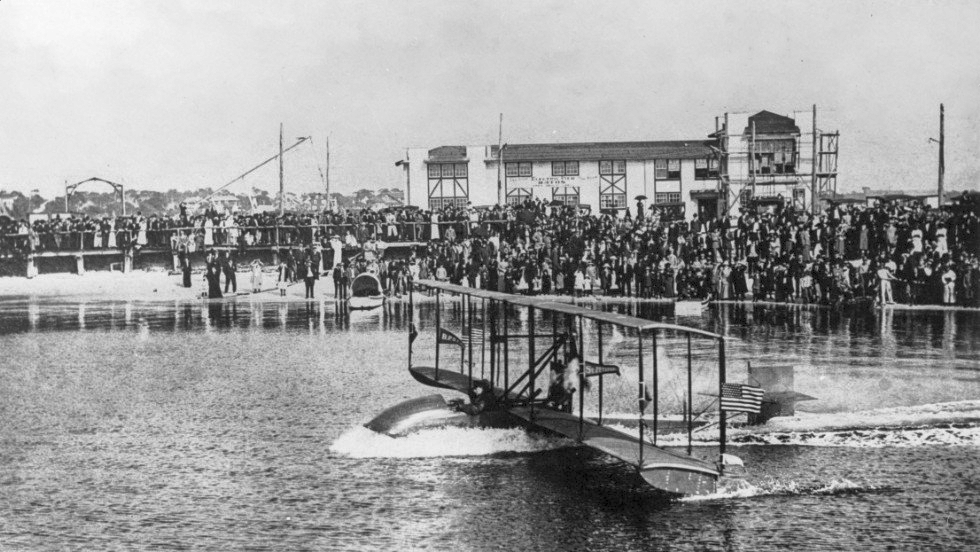
Первый полёт 1 января 1914 года

## История
В ноябре 1913 года инженер-электрик и бизнесмен Перси Фанслеру (Percival Elliott Fansler) предложил соединить воздушной линией флоридские города Сент-Питерсберг и Тампа. Расстояние между ними составляет 29 километров, но их разделяет залив Тампа. Путь между городами по железной дороге вокруг залива занимал 12 часов, путь на катере по заливу — 2,5 часа. Перелёт на самолёте сокращал время в пути до получаса. Кроме того, воздушный перелёт мог стать одним из самых привлекательных аттракционов для множества туристов, которые на зиму приезжали в тёплую Флориду.
4 декабря 1913 года была создана фирма St. Petersburg — Tampa Airboat Line. 13 декабря Фанслер заключил с муниципалитетом Сент-Питерсберга договор о предоставлении этой компании субсидий — в январе 1914 года по 50 долларов в день, в следующие два месяца — по 25 долларов. У сент-луисской фирмы Benoist Aircraft были приобретены два гидросамолёта Benoist XIV для перевозки пассажиров и гидросамолёт Benoist XIII для обучения пилотов.
1 января 1914 года произошёл первый полёт. Пилотом был Тони Яннус, а пассажиром был бывший мэр Сент-Питерсберга Абрам Фейл (Abram C. Pheil), который купил первый билет на аукционе за 400 долларов (сумма, эквивалентная нынешним 5000 долларам). Затем билеты стали значительно дешевле — 5 долларов за полёт в одну сторону.
Регулярные перевозки продолжались до 31 марта 1914 года, когда истекло действие договора о субсидиях между St. Petersburg — Tampa Airboat Line и муниципалитетом Сент-Питерсберга. Всего было перевезено 1204 пассажира. Последний рейс состоялся 5 мая 1914 года, затем из-за убытков работа авиалинии прекратилась.